# Convexitate

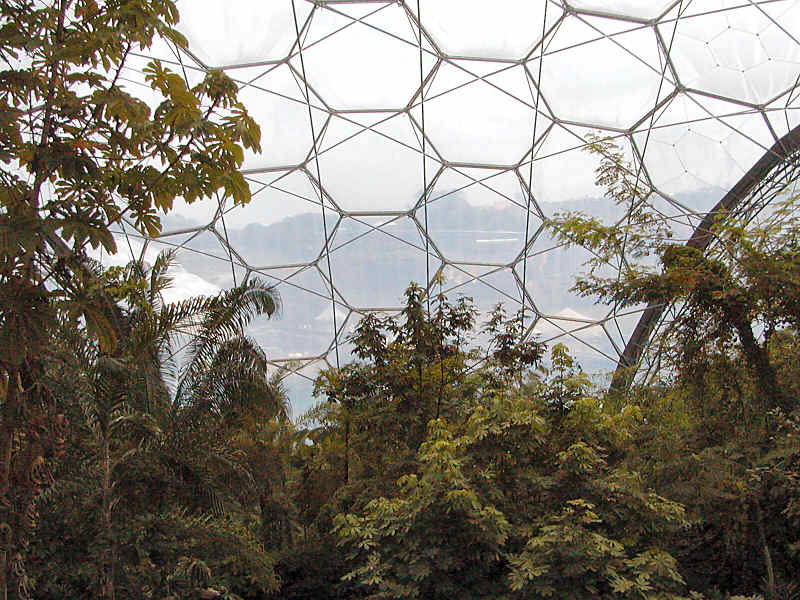
Orice dom geodezic este, prin definiție, un corp continuu convex

Convexitatea este proprietatea unei curbe, suprafețe sau a unui corp tridimensional de a nu avea nici o scobitură sau o parte curbată în interior, astfel încât nu există nici o pereche de puncte interioare care prin unire să poată produce un segment de dreaptă care să nu fie integral conținut în entitatea convexă. 
Similar și convențional, concavitatea este proprietatea opusă, fiind adeseori percepută ca fiind complementară convexității, deși, în realitate, lucrurile sunt mai complexe și mai diferențiate. 